# حاطيوس الأعلى

تعديل مصدري - تعديل

حاطيوس الأعلى هي إحدى قرى عزلة جيشان بمديرية جيشان التابعة لمحافظة أبين، بلغ تعداد سكانها 92 نسمة حسب تعداد اليمن لعام 2004.